# Volcán Sumaco
Volcán Sumaco är en vulkan i Ecuador.   Den ligger i provinsen Napo, i den centrala delen av landet, 110 km öster om huvudstaden Quito. Toppen på Volcán Sumaco är 3 778 meter över havet.
Terrängen runt Volcán Sumaco är bergig åt sydost, men åt nordväst är den kuperad. Volcán Sumaco är den högsta punkten i trakten. Runt Volcán Sumaco är det mycket glesbefolkat, med 4 invånare per kvadratkilometer. I omgivningarna runt Volcán Sumaco växer i huvudsak städsegrön lövskog.